# Distrikt Amashca
Der Distrikt Amashca liegt in der Provinz Carhuaz in der Region Ancash in West-Peru. Der Distrikt wurde am 14. Dezember 1934 gegründet. Er besitzt eine Fläche von 13,2 km². Beim Zensus 2017 wurden 1528 Einwohner gezählt. Im Jahr 1993 lag die Einwohnerzahl bei 1816, im Jahr 2007 bei 1647. Die Distriktverwaltung befindet sich in der 2850 m hoch gelegenen Ortschaft Amashca mit 755 Einwohnern (Stand 2017). Amashca liegt knapp 5 km nördlich der Provinzhauptstadt Carhuaz.

## Geographische Lage
Der Distrikt Amashca liegt an der Westflanke der Cordillera Blanca im Norden der Provinz Carhuaz.
Der Distrikt Amashca grenzt im Süden an den Distrikt Tinco, im Westen und im Norden an den Distrikt Mancos (Provinz Yungay) sowie im Osten an den Distrikt Shilla.